# Dany Robin
Dany Robin, född 14 april 1927 i Clamart, Frankrike, död 25 maj 1995 i Paris, Frankrike, var en fransk skådespelare. Hon medverkade under åren 1946-1969 i ungefär 50 filmer. Hennes sista filmroll blev i Alfred Hitchcocks Topaz 1969.

## Filmografi, urval
- 1946 – Nattens portar
- 1947 – Allt för Madeleine
- 1948 – Farlig oskuld
- 1950 – Alla syndares café
- 1951 – Spetsbyxan
- 1952 – Fest i Paris
- 1953 – Möte med kärleken
- 1959 – Alla raggares natt
- 1969 – Topaz